# Onzième bataille de l'Isonzo
Première Guerre mondiale
Batailles
- Première bataille
- Deuxième bataille
- Troisième bataille
- Quatrième bataille
- Cinquième bataille
- Sixième bataille
- Septième bataille
- Huitième bataille
- Neuvième bataille
- Dixième bataille
- Onzième bataille
- Douzième bataille

La onzième bataille de l'Isonzo, appelée également bataille de la Bainsizza est une opération militaire de la Première Guerre mondiale, qui eut lieu du 18 août au 12 septembre 1917 entre l'armée italienne et l'armée austro-hongroise.

## Préambule
Sur l'ensemble de son front, long de 750 km, l’armée italienne doit combattre dans des conditions topographiques défavorables à l’offensive, constituées de montagnes aisées à défendre, et qu’il faut aborder de front. Cet arc alpin n’est percé que par deux vallées : le Trentin et l’Isonzo.
Cette guerre nécessite, dans les deux camps, des efforts surhumains pour triompher des difficultés climatiques, établir des positions atteignant parfois 3 500 mètres d’altitude, les ravitailler par des galeries creusées dans la glace, des sentiers escarpés, des téléphériques, les disputer par des assauts acrobatiques où vont s’illustrer les troupes italiennes et autrichiennes de montagne.

## Les forces en présence

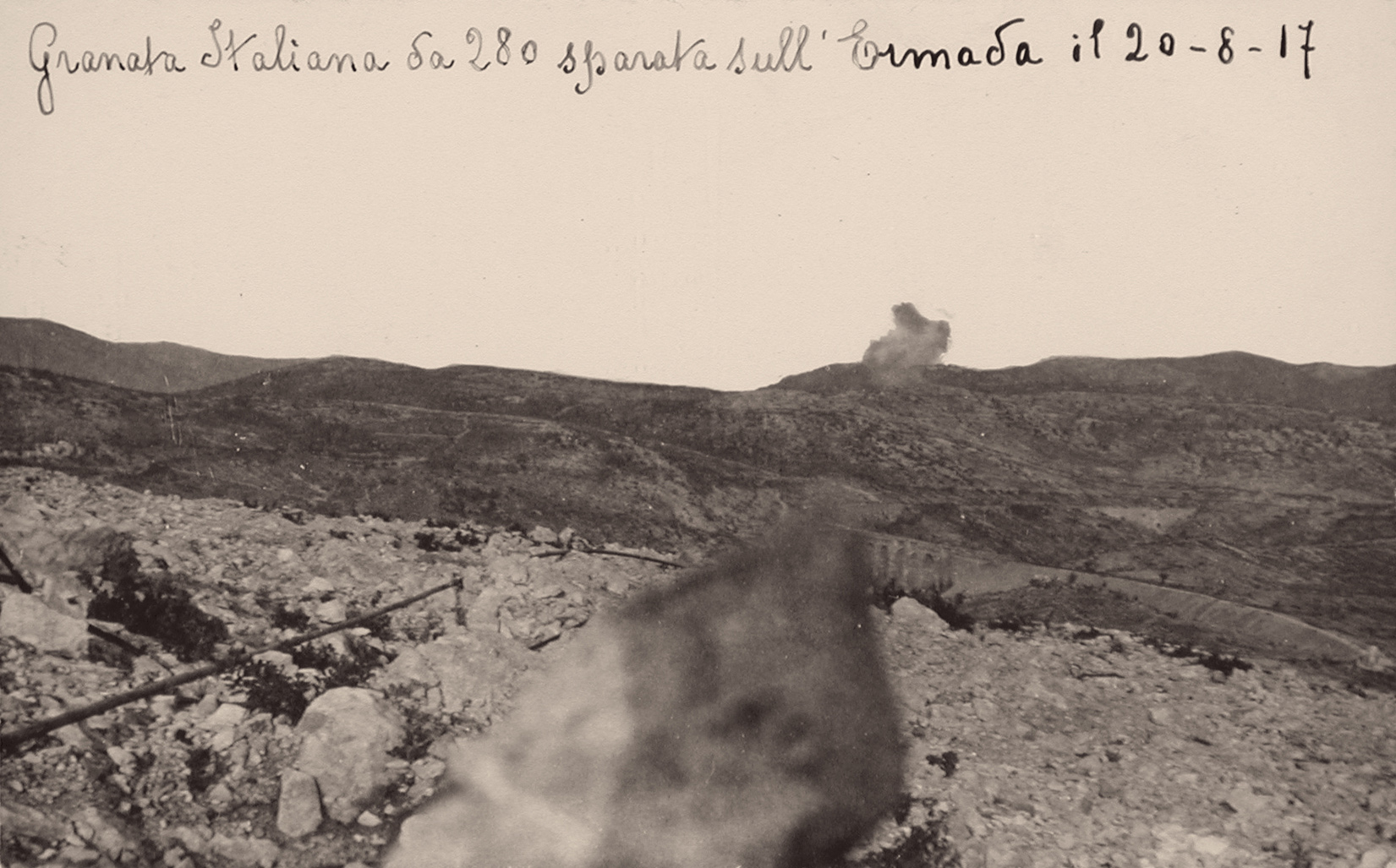
Explosion d'un obus de 280mm sur le mont Ermada.

Le général Luigi Cadorna concentre 2 armées (52 divisions, soit 600 bataillons, avec 5 200 pièces d'artillerie) près de la rivière Isonzo, pour tenter de percer, pour la onzième fois, le front austro-hongrois afin de prendre Trieste.
L'attaque est lancée sur un front qui s'étend de Tolmin jusqu'à la mer Adriatique, soit approximativement sur 50 km.
Les Austro-Hongrois font face avec 250 bataillons et 2 200 pièces d’artillerie.

## La bataille
Les Italiens franchissent la rivière à plusieurs endroits et poursuivent l’effort principal sur le plateau de Bainsizza, afin d’isoler et de prendre les bastions montagneux, jusque-là inexpugnables, du Mont Saint-Gabriel (Monte San Gabriele - 646 m) et du Monte Ermada (323 m).
Après des combats acharnés et meurtriers, la 2e armée italienne commandée par le général Luigi Capello, repousse les forces austro-hongroises du général Svetozar Boroević, et prend les bastions du plateau de Bainsizza, du Mont Monte Santo (682 m) près de Goritz, Vodice (652 m), Kobilek (627 m ), Jelen (788 m) et Levpa. D'autres bastions sont occupés par la 3e armée du duc d'Aoste ; Log, Hoje, Zagorje, et les approches de San Gabriele.
Toutefois, les bastions du Mont San Gabriele et du Mont Ermada n’ayant toujours pas pu être pris, l'offensive est arrêtée.

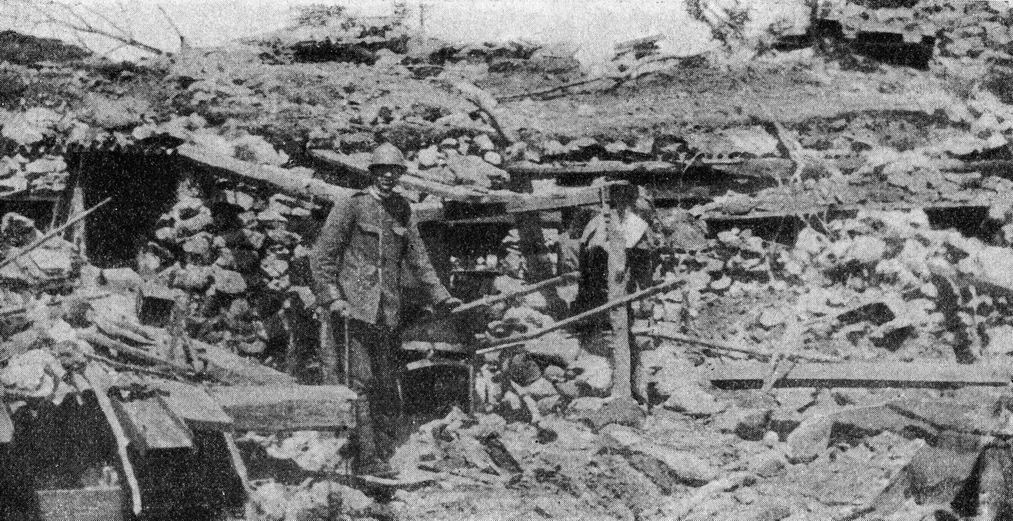
Un soldat dans un bastion conquis sur le Carso

## Après la bataille
Après la bataille les forces austro-hongroises très affaiblies, sont sur le point de s'effondrer, et ne sont pas en mesure de résister à une autre attaque. Les forces italiennes, dans une situation identique, ne disposent plus des ressources nécessaires à une nouvelle offensive.

## Bilan
Lors de cette offensive près de 3 millions d’obus furent tirés.
Sur le plateau de Bainsizza les troupes italiennes avancent d’une quinzaine de kilomètres et recueillent un butin important (120 canons, 200 mitrailleuses et 30 000 prisonniers), mais elles ne parviennent à percer le front austro-hongrois. La bataille coûta aux Italiens environ 160 000 hommes (les données varient selon les sources) dont environ 30 000 morts.
Les Austro-Hongrois perdirent environ 120 000 hommes, dont 20 000 morts.
Le général allemand Ludendorff écrit sur cette 11e offensive : « Cette attaque avait été riche de succès pour l’armée italienne. Les armées autrichiennes avaient courageusement résisté, mais leurs pertes sur les hauteurs du Carso avaient été si considérables, leur moral tellement ébranlé que les autorités politiques et militaires de l’Autriche-Hongrie en étaient venues à la conviction que les armées de l’empereur ne pourraient pas continuer la lutte et soutenir un douzième choc de l’Italie. »
A l’automne 1917, ce grand état de faiblesse en est à tel point que le commandement allemand décide d’intervenir directement sur le terrain. Par ailleurs, les diverses maladies, dont en particulier la dysenterie et la typhoïde, mettent hors de combat environ 500 000 hommes dans les deux camps.

## Divers
Le lieutenant Sandro Pertini, qui fut président de la République italienne de 1978 à 1985, se distingua par une série d'actes héroïques lors de l’assaut sur le mont Jelenik. Il fut décoré de la médaille d'argent de la valeur militaire.

## Sources et références
1. ↑  14-18 No 37 page 68